# Il placido Don (romanzo)
Il placido Don (Tichij Don) è un romanzo di Michail Aleksandrovič Šolochov, annoverato fra i capolavori della letteratura russa. Descrive le vite e le lotte dei cosacchi del Don durante la prima guerra mondiale, la rivoluzione russa e la guerra civile russa. È composto da quattro sezioni: Il placido Don (1928), La guerra continua (1929), I rossi e i bianchi (1933), Il colore della pace (1940).
Il primo volume è stato pubblicato in Italia nel 1941 dall'editore Garzanti, con la traduzione di Natalia Bavastro.
Il romanzo ha ricevuto il Premio Stalin nel 1941, il premio Lenin (Letteratura) nel 1960, e ha fatto guadagnare al suo autore il Premio Nobel per la letteratura nel 1965.
La paternità dell'opera è stata a lungo oggetto di discussione tra diversi critici e storici della letteratura.
Il romanzo rientra nel filone del realismo anche se introduce qualche novità nella rappresentazione dei temi.

## Genesi e storia editoriale
A partire dal 1925, Šolochov comincia la stesura di un romanzo che rimarrà incompleto, I paesi del Don. Lo scopo è quello di illustrare il ruolo giocato dai cosacchi nella rivoluzione, ma l'autore si accorge ben presto di dover anticipare l'inizio dell'azione per poter fornire al lettore una maggiore visione d'insieme del contesto storico. Dopo aver ribattezzato l'opera, Šolochov inizia a lavorare ai primi tre volumi. Il primo, terminato nel 1927, viene rifiutato dalla rivista Ottobre. Sarà solo grazie allo scrittore Aleksandr Serafimovič, anch'egli cosacco del Don nonché ammiratore di Šolochov, che l'opera vedrà finalmente la luce nel gennaio 1928. A breve distanza segue anche il secondo volume, intitolato La guerra continua, apparso sempre nella rivista Ottobre.
Nel 1930 il terzo volume, I rossi e i bianchi, viene respinto dalla redazione di Ottobre che vi ravvisa una giustificazione dell'insurrezione dell'Alto Don contro l'Armata Rossa. La pubblicazione viene ripresa solo due anni dopo dalla rivista Mondo Nuovo, a seguito della determinante intercessione di Stalin.
Il capo del governo interviene anche nella pubblicazione del quarto volume, sospesa nel 1938 e ritardata di due anni a causa delle sue richieste di modifica. Šolochov, tuttavia, si rifiuta di compromettere il proprio romanzo. Stalin rinuncia alle proprie pretese e la pubblicazione de Il colore della pace viene ultimata all'inizio del 1940 nel Mondo Nuovo.
Il completamento della prima pubblicazione, tuttavia, non segna la fine delle vicissitudini che quest'opera dovrà affrontare. La rappresentazione a tinte chiaroscure di alcuni dei personaggi bolscevichi non passa inosservata agli occhi della censura che rimaneggerà notevolmente le successive edizioni, in particolare quella del 1953. In totale, si stima che il romanzo abbia subito circa duecentocinquanta tagli.

## Trama

### Il placido Don

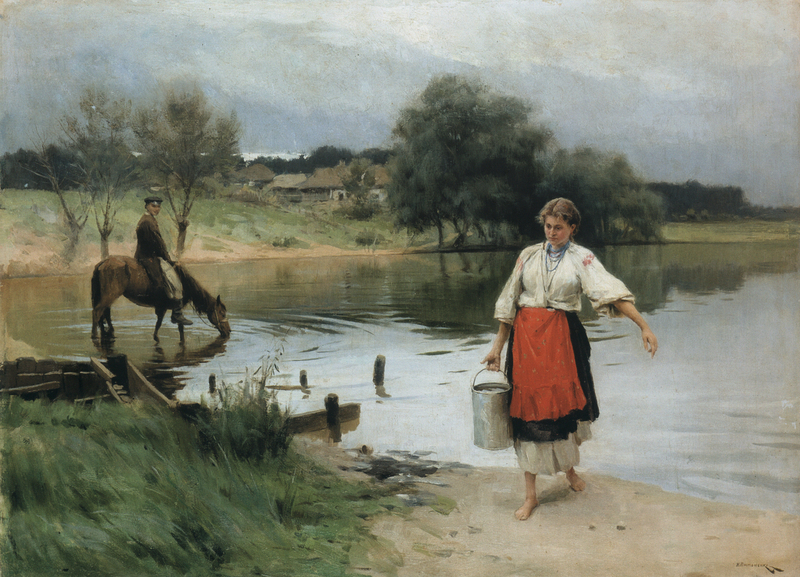
Mykola Pymonenko "Per l'acqua", 1893

L'azione inizia intorno all'anno 1912, a Tatarskij, un villaggio rurale dell'Alto Don. Protagonista del romanzo è Grigorij Melechov, figlio di Pantelej, nelle cui vene scorre sangue cosacco e turco. Con grande disappunto del padre, il giovane Grigorij si invaghisce di Aksin’ja Astachova, moglie del vicino di casa Stepan. Pantelej decide allora di far sposare al più presto il figlio con Natal’ja Koršunova, figlia di un cosacco molto ricco. Incurante delle fresche nozze, Grigorij prosegue la propria relazione clandestina e scappa con Aksin’ja. I due si recano nella grande tenuta del Generale Nikolaj Alekseevič Listnickij e lì trovano rifugio e un impiego. La fuga dei due amanti causa delle ostilità tra la famiglia Melechov e quella di Stepan.
Nel frattempo Natal’ja, umiliata dall'abbandono del marito, tenta il suicidio. Aksin'ja annuncia al compagno di essere incinta poco prima della sua partenza per il fronte russo-austriaco. Durante l'assenza del padre, nasce così Tanja che ben presto però si ammalerà e morirà. Aksin’ja allora, credendo Grigorij caduto in guerra, si getta tra le braccia di Evgenij, figlio del generale. Il protagonista però fa inaspettatamente ritorno per un congedo e, scoperta la relazione di Aksin’ja, la abbandona per tornare da Natal’ja.

### La guerra continua
Quando si apre il secondo episodio, Grigorij è tornato al fronte insieme al fratello Pëtr. Nel frattempo, a Tatarskij, Natal’ja dà alla luce due gemelli. Cominciano ad arrivare notizie riguardanti la rivoluzione di febbraio e i cosacchi del fronte giurano fedeltà al governo provvisorio. Grigorij però si sente sempre più attratto verso le idee del bolscevismo, che riscontrano una popolarità sempre crescente fra i soldati. Mentre la situazione delle truppe si fa sempre più disperata, comincia a farsi largo una figura, particolarmente influente fra i cosacchi, che sarà protagonista della controrivoluzione: il comandante supremo Kornilov.
Grigorij viene rispedito a casa dopo essere stato ferito in combattimento e lì si scontrerà col padre e col fratello riguardo alle sue posizioni politiche. Il villaggio intanto elegge un nuovo atamano, dando così il via agli arruolamenti per l'imminente scontro con i bolscevichi.

### I rossi e i bianchi
I rossi e i bianchi entra nel vivo della guerra civile. Mentre Grigorij e Pëtr, arrivati a ricoprire il grado di ufficiali nell'Armata Bianca, combattono contro l'Armata Rossa, a Tatarskij, Aksin’ja si riunisce col marito Stepan. I rossi avanzano fino al villaggio, per lo più ormai evacuato, ma non dalla famiglia Melechov. Pëtr perde la vita in battaglia, causando un lutto che il fratello cercherà di superare dandosi al bere. Nello stesso periodo, però, dato il ritorno a Tatarskij, Grigorij riscopre la passione per Aksin’ja e le chiede di raggiungerlo nella stanica di Vešenskaja, dove si trova di stanza per l'esercito. L'avanzata dell'Armata Rossa sembra ormai inesorabile e Grigorij è costretto a far evacuare definitivamente il villaggio per trarre in salvo anche Natal’ja e i suoi figli. 

### Il colore della pace
Il quarto ed ultimo volume della saga ci ripresenta la storia d'amore segreta fra Grigorij e Aksin’ja. Questa rinnovata passione però viene subito turbata dalla malattia di Dar’ja, vedova di Pëtr, che, temendo di trovarsi ormai in fin di vita, rivela a Natal’ja la relazione di Grigorij. Tradita nuovamente e in preda alla disperazione, Natal’ja decide di abortire il terzo figlio che stava aspettando da Grigorij. L'operazione però le costa la vita. 
La morte della moglie porta Grigorij ad allontanare sempre di più Aksin’ja per avvicinarsi ai propri figli. Il senso di colpa colpisce anche Dar’ja e la spinge addirittura a togliersi la vita gettandosi nel Don. Ammalatosi di tifo, Grigorij trascorre la propria convalescenza nel villaggio natio. Una volta guarito, decide di andarsene da Tatarskij insieme alla sua amata per evitare di essere nuovamente arruolato, proprio come aveva fatto il padre Pantelej. Durante il viaggio, però, è Aksin’ja ad ammalarsi e il protagonista si vede quindi costretto a proseguire il viaggio verso la Turchia senza di lei. Non molto tempo dopo, Grigorij riceve anche notizia della morte del padre. 
Dopo una pronta guarigione, Aksin’ja viene ospitata nella casa dei Melechov dalla madre (Vasilisa) e dalla sorella (Dunjaška) di Grigorij. La proprietà è ora gestita da Michail Koševoj, presidente del comitato rivoluzionario della Vešenskaja, amante di Dunjaška e assassino di Pëtr. Le tre vengono a sapere che Grigorij si è unito all'Armata Rossa. 
Il ritorno di Grigorij a Tatarskij dura ben poco; il suo passato controrivoluzionario lo ha reso infatti un ricercato delle autorità sovietiche. Dopo una breve parentesi in un gruppo di ribelli, Grigorij tenta di scappare ancora una volta, portando con sé Aksin’ja e lasciando i figli alla sorella. Durante la fuga, però, la ragazza viene ferita fatalmente. Il protagonista è devastato da questa perdita e, consapevole ormai del fatto che il suo destino sia segnato, si unisce ad un'altra banda di disertori. 
Dopo sei mesi, stanco di combattere e desideroso di riabbracciare i figli, Grigorij fa nuovamente ritorno a Tatarskij. Il romanzo termina col figlio che lo accoglie dandogli la notizia della morte della sorellina, presa dalla scarlattina durante l'autunno.

## Temi e stile
I critici sono prevalentemente concordi nell'identificare il principale modello del romanzo in Guerra e pace di Tolstoj; le due opere, infatti, condividono la fusione del genere del romanzo storico con quello della saga familiare e in entrambe vi è una compresenza di personaggi storici e personaggi puramente fittizi. Il richiamo a Tolstoj per Il placido Don è persino diventato, secondo alcuni, un luogo comune della critica russa, un luogo comune che però generare equivoci. Non solo, infatti, i due romanzi sono incomparabili dal punto di vista del valore artistico, ma presentano anche fondamentali differenze stilistiche: Guerra e pace è un romanzo corale che progredisce attraverso la moltitudine delle figure che lo animano, mentre il motore de Il placido Don è rappresentato dagli avvenimenti che ne costituiscono la trama. Inoltre, se in Tolstoj l'evento storico è visto da una prospettiva tragica ed infinita, in Šolochov non vi è alcun tipo di trascendenza filosofica; la priorità rimane la fedeltà obiettiva nei confronti del fatto di cronaca, le figure non vengono ingigantite da nessun destino ineluttabile, ma rimangono profondamente reali.
L'altra grande fonte d'ispirazione per il romanzo la si può trovare nell'opera di Gogol', in particolare in alcuni dei suoi racconti ucraini e in Taras Bul'ba; in Gogol' l'autore de Il placido Don trova quella trasposizione letteraria del "cosacchismo" così raffinata che farà da impalcatura narrativa anche ai suoi romanzi.
Per il lessico, l'abbondanza di colori e l'audacia delle strutture sintattiche, Il placido Don presenta un legame di parentela più stretto con la prosa ornamentale sovietica degli anni venti, piuttosto che con Tolstoj. Nel romanzo, infatti, si contano più di duemila similitudini e non meno di tremila termini riferiti al colore; questa ricchezza retorica illustra il modo pittoresco di esprimersi dei personaggi e denota un notevole influsso della poesia popolare.
Questo sostrato stilistico permette allo scrittore di fornire un quadro vivissimo del mondo cosacco in tutta la sua peculiarità. La tradizione, il folclore e i costumi svolgono un ruolo predominante nel direzionare le azioni degli individui e testimoniano l'amore dell'autore per una realtà di cui si sente parte. Questo ritratto, tuttavia, non è mitizzato, ma fortemente contestualizzato nella realtà storica della periferia russa nei primi anni venti. La penna di Šolochov rende i cosacchi dei personaggi ben definiti con delle personalità forti, la cui ricca natura emerge nel conflitto ed è proprio da questa tensione fondamentale che nasce la tragicità storica che permea tutto il romanzo.
Il placido Don è stato spesso ascritto tra i capolavori del realismo socialista, ma molti elementi costituitivi del romanzo lo fanno discostare da quella che era la tradizione letteraria dominante del periodo in cui è stato concepito. Nei suoi romanzi, infatti, non troviamo lo slancio eroico o il fervore politico che caratterizza la letteratura realista del tempo. La tensione ideologica de Il placido Don è piuttosto incentrata sull'ambiguità, e tutti i personaggi rimangono modelli estremamente incerti per quanto riguarda l'orientamento politico. Emblematica, a tal proposito, è la lenta alienazione di Gregorij; dapprima diviso tra due amori, poi tra due rivoluzioni e due controrivoluzioni, finisce col diventare separatista e bandito e infine, come scrive Minissi, "ombra solitaria che si aggira cupa intorno alla vuota casa paterna".

## Accuse di plagio

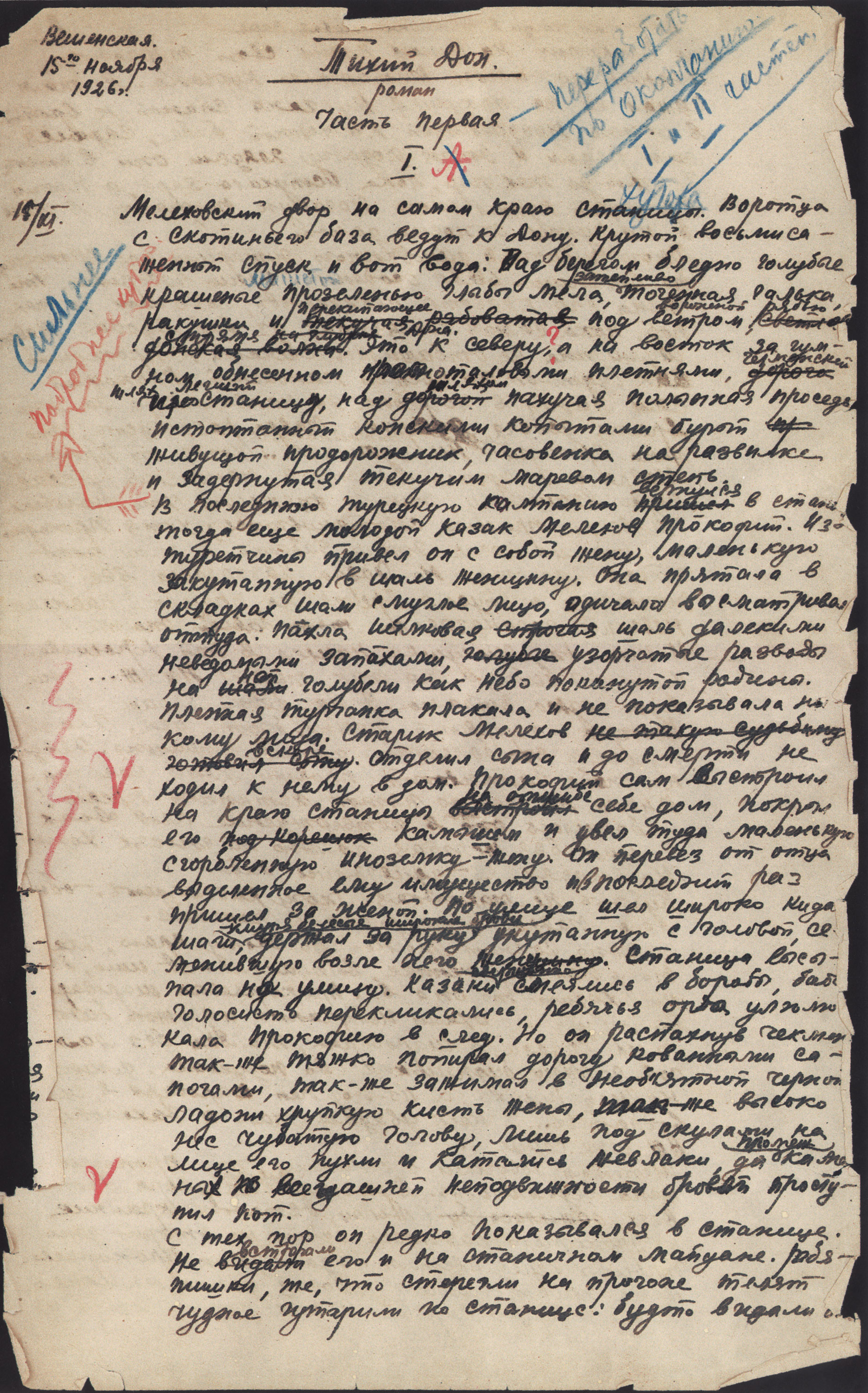
Manoscritto di Šolochov

Šolochov venne accusato di plagio già ai tempi della pubblicazione dei primi due volumi. A sollevare tali sospetti furono la giovane età dell'autore e la mole del manoscritto ch'egli presentò per la pubblicazione nel 1927; all'epoca, infatti, Šolochov aveva solo 22 anni e in quattro anni era riuscito a produrre 1300 pagine estremamente dettagliate sulla guerra civile, il tutto senza nemmeno aver completato la sua istruzione. Per verificare la fondatezza di queste insinuazioni, nel 1929 la segreteria della RAPP (Associazione russa degli scrittori proletari) nominò una commissione d'inchiesta che assolse l'autore pur non fornendo alcuna prova convincente.
La questione si riaprì in corrispondenza dell'assegnazione del Premio Nobel a Šolochov nel 1965. Venne infatti alla luce La rapida del "Placido Don", opera incompiuta di un critico letterario sovietico del quale il curatore, Aleksandr Solženicyn, riportò solo l'iniziale del cognome: D*. L'autore de La rapida sostenne che Il placido Don era in realtà formato da due testi, uno scritto dal vero autore, Fëdor Krjukov (1870-1920), l'altro da Šolochov. La stessi tesi venne sostenuta da Roj Medvedev nel suo manoscritto Enigmi della biografia letteraria di Michail Šolochov. Il procedimento di D*, tuttavia, presentava numerose inesattezze e mancava di rigore scientifico. Lo stesso Medvedev non riuscirà mai a dimostrare fino in fondo la sua tesi e arriverà a riconoscere la fragilità della sua argomentazione.
Nel 1984 il matematico e slavista norvegese Geir Kjetsaa eseguì, insieme a tre dei suoi colleghi, un'analisi comparata delle opere di Krjukov grazie ad un elaboratore, confermando così la paternità di Šolochov. Nel 1987 vennero alla luce diverse centinaia di pagine di appunti e bozze - con tanto di capitoli esclusi dalla stesura finale - che furono in seguito autenticate.
Quando l'archivio di Šolochov fu distrutto dai bombardamenti durante la seconda guerra mondiale, solo il manoscritto del quarto volume si salvò, finendo nelle mani della vedova di un caro amico dell'autore. Il reperto fu rinvenuto solo nel 1999 dall'Istituto di letteratura mondiale dell'Accademia russa delle scienze con l'aiuto del governo russo. Il manoscritto, datato negli anni venti, conteneva 605 pagine scritte da Šolochov stesso e 285 trascritte dalla moglie Maria e dalle sorelle.
Nello stesso anno, l'analisi del manoscritto eseguita dall'Accademia delle scienze portò conferma definitiva alla paternità del testo.
I risultati dell'indagine di Kjetsaa vengono ripresi dal professore Nils Lid Hjort dell'Università di Oslo che, attraverso un esame statistico della lunghezza delle frasi dei manoscritti in questione, ribadisce i risultati dell'inchiesta precedente.

## Filmografia
Dal romanzo sono stati tratti quattro film:
- Il placido Don (Тихий Дон), di Ivan Pravov e Olga Preobraženskaja (1930);
- Il placido Don (1958) di Sergej Appolinarievič Gerasimov, vincitore del "Globo di Cristallo" al Festival Internazionale del cinema di Karlovy Vary dello stesso anno;
- Il placido Don (And Quiet Flows the Don), film del 2006 diretto da Sergej Fëdorovič Bondarčuk fino al 1994 e completato dal figlio Fëdor;
- Il placido Don, film del 2015 diretto da Sergej Ursuljak.

Al titolo del romanzo si ispira il documentario RAI
- Sotto il placido Don di Vittorio Cottafavi, Amleto Micozzi e Bruno di Geronimo del 1973

## Riferimenti culturali
Dalla canzone popolare russa Koloda duda, citata nel romanzo, il cantautore statunitense Pete Seeger ha tratto negli anni sessanta, la canzone antimilitarista Where Have All the Flowers Gone?.